# Arxiu Secret del Vaticà

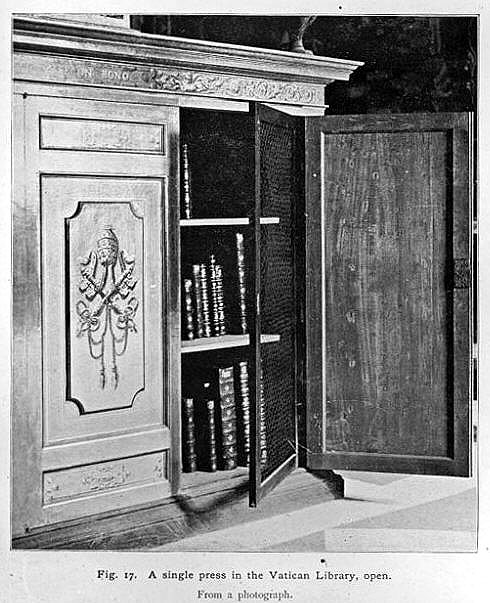
Biblioteca Vaticana: detall

L'Arxiu Secret del Vaticà -Archivio Segreto Vaticano en italià, Archivum Secretum Apostolicum Vaticanum en llatí— és l'arxiu de la documentació de la Ciutat del Vaticà. En estricte rigor, és l'arxiu privat del papa de Roma i és a la Ciutat del Vaticà. És un dels centres d'investigació històrica més importants del món. Dins aquest arxiu s'han dipositat de manera centralitzada totes les actes promulgades, documentació i correspondència diplomàtica acumulada per la Santa Seu de l'Església catòlica durant segles. Conserva uns 150.000 documents en més de 630 fons d'arxius diferents que ocupen una extensió d'uns 65 km lineals de prestatgeries i que abasten uns vuit-cents anys d'història. Habitualment els documents són posats a disposició del públic després d'un període de 75 anys, puix contenen material considerat sensible. Els documents que no arriben a 75 anys es conserven separats de la resta de l'arxiu.
Els arxius secrets es reuneixen al segle xvii, se segregaren de la Biblioteca Vaticana, per ordre del papa Pau V pels volts de l'any 1610 i són completament tancats al públic. L'any 1783, tots els documents conservats a Avinyó (els Registres Avinyonesos) es traslladen al Vaticà i l'any 1798 es fa el mateix amb els Arxius del Castell de Sant'Angelo, que incloïa uns 81 lligalls, entre els quals cal destacar-ne un de l'emperador Frederic Barba-roja, de l'any 1164. L'any 1810, per ordre de l'emperador Napoleó, els arxius vaticans es traslladen a París, per ser novament retornats al Vaticà entre 1815 i 1817 (pel camí es va perdre una part important de la documentació).
És Lleó XIII qui el 10 de maig de 1884 estableix el motu proprio de l'arxiu vaticà: la seva finalitat serà, davant de tot, de suport a la gestió de govern del papa i els seus col·laboradors. L'any 1881 aquest mateix papa comença a permetre algunes visites puntuals a no-clergues erudits: n'alimenta molts rumors i mites de l'autèntic contingut arxivístic i bibliogràfic. El primer historiador que farà ús dels arxius serà el catòlic alemany Ludwig von Pastor, i l'any 1922 Benet XV obrirà d'una manera més genèrica i parcialment els arxius.
El 20 de febrer de 2002, el papa Joan Pau II va decretar de forma extraordinària i a partir de 2003, la disponibilitat a investigadors de documents relacionats amb Alemanya i entre el període 1922-1939 i de la Secretaria d'Estat Vaticana per intentar contrarestar les crítiques d'algunes organitzacions respecte a la posició de l'Església catòlica vers la Xoà.

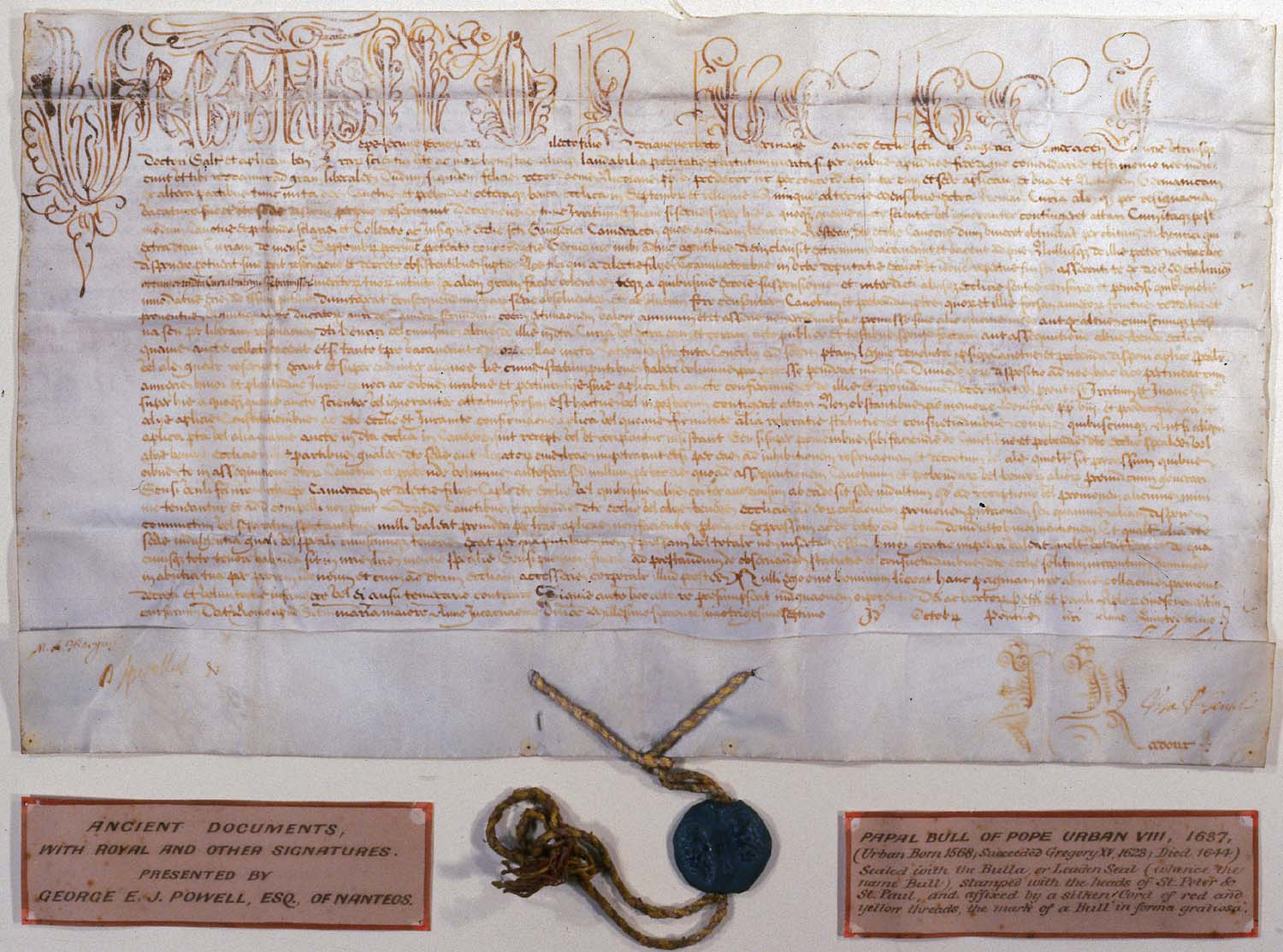
Butlla del papa Urbà VIII

El juny de 2006 el papa Benet XVI va autoritzar l'obertura de tot l'arxiu de Ciutat del Vaticà per al pontificat de Pius XI. Tanmateix, els fitxers no són encara disponibles per a examen públic.
Entre la documentació conservada hi ha:
- El pergamí d'absolució de Climent V a l'orde del Temple (agost de 1308)
- Una carta autògrafa de Miquel Àngel al bisbe de Cesena (gener de 1550)
- Les actes del procés contra el científic Galileo Galilei (des de 1616 fins a 1633)
- La sol·licitud de nul·litat matrimonial d'Enric VIII d'Anglaterra amb Caterina d'Aragó, que portaria com a conseqüències la separació amb l'Església de Roma i l'aparició de l'anglicanisme.

El document més antic n'és del segle VIII, i es conserva documentació de manera continuada a partir de l'any 1198.
En el cas d'alguns estats, els documents vaticans són els més antics, els primers, fins i tot els que marquen l'inici de la seva història nacional.

## Cardenals arxivers de l'Arxiu Secret del Vaticà
A la pàgina web de l'arxiu apareix una llista dels cardenals arxivers:
- Scipione Borghese Caffarelli (1609-1618)
- Scipione Cobelluzzi (1618-1626)
- Francesco Barberini (1626-1633)
- Antonio Barberini (1633-1646)
- Orazio Giustiniani (1646-1649)
- Luigi Capponi (1649-1659)
- Flavio Chigi (1659-1681)
- Lorenzo Brancati (1681-1693)
- Girolamo Casanate (1693-1700)
- Enrico Noris (1700-1704)
- Benedetto Pamphili (1704-1730)
- Angelo Maria Querini (1730-1755)
- Domenico Passionei (1755-1761)
- Alessandro Albani (1761-1779)
- Francesco Saverio Zelada (1779-1801)
- Luigi Valenti Gonzaga (1802-1808)
- Interrupció deguda a l'ocupació napoleònica de Roma (1809-1814)
- Giulio Maria Della Somaglia (1827-1830)
- Giuseppe Andrea Albani (1830-1834)
- Luigi Lambruschini (1834-1853)
- Angelo Mai (1853-1854)
- Antonio Tosti (1860-1866)
- Jean-Baptiste Pitra (1869-1879)
- Joseph Hergenröther (1879-1890)
- Agostino Ciasca (19 de maig de 1891 – 4 de juliol de 1893)
- Luigi Galimberti (25 de juny de 1894 – 7 de maig de 1896)
- Francesco Segna (4 de juliol de 1896 – 13 de gener de 1908)
- Francesco Salesio Della Volpe (26 d'octubre de 1908 – 26 de gener de 1911)
- Mariano Rampolla del Tindaro (1912 – 16 de desembre de 1913)
- Francesco di Paola Cassetta (14 de febrer de 1914 – 1917)
- Francis Aidan Gasquet (28 de novembre de 1917 – 5 d'abril de 1929)
- Franz Ehrle (17 d'abril de 1929 – 31 de març de 1934)
- Giovanni Mercati (15 de juny de 1936 – 23 d'agost de 1957)
- Eugène-Gabriel-Gervais-Laurent Tisserant (14 de setembre de 1957 – 27 de març de 1971)
- Antonio Samore (25 de gener de 1974 – 3 de febrer de 1983)
- Alfons Stickler (8 de setembre de 1983 – 1 de juliol de 1988)
- Antonio María Javierre Ortas (1 de juliol de 1988 – 24 de gener de 1992)
- Luigi Poggi (9 d'abril de 1992 – 7 de març de 1998)
- Jorge María Mejía (7 de març de 1998 – 24 de novembre de 2003)
- Jean-Louis Tauran (24 de novembre de 2003 – 1 de setembre de 2007)
- Raffaele Farina (1 de setembre de 2007 – 9 de juny de 2012)
- Jean-Louis Bruguès (26 de juny de 2012 – 31 d'agost de 2018)
- José Tolentino Mendonça (1 de setembre de 2018 – 26 de setembre de 2022)
- Angelo Vincenzo Zani (26 de sembre de 2022 – actual)

## Prefectes de l'Arxiu Secret del Vaticà
- Giuseppe Garampi (1751–1772)
- Mario Zampini (1772–1782)
- Gaetano Marini (1782–1815)
- Callisto Marini (1782–1822)
- Marino Marini (1815–1855)
- Augustin Theiner, O.S.A. (1855–1870)
- Giuseppe Cardoni (1870–1873)
- Carlo Cristofori (1873–1877)
- Francesco Rosi Bernardini (1877–1879)
- Joseph Hergenröther (1879–1890)
- Agostino Ciasca, O.S.A. (1891–1892)
- Luigi Tripepi (1892-1894)
- Peter Wenzel (1894–1909)
- Mariano Ugolini (1909 –1925)
- Angelo Mercati (1925–1955)
- Martino Giusti (1955–1984)
- Josef Metzler (1984–1996)
- Raffaele Farina (1997–2007)
- Sergio Pagano, B. (des del 2007)